# Benjamin Robins
Benjamin Robins (n. 1707, Bath, Regatul Angliei – d. 29 iulie 1751, Cuddalore⁠(d), Tamil Nadu, India) a fost un om de știință și inginer militar englez. A aplicat principiile matematice newtoniene în balistică.

## Viața
Benjamin Robins a scris un tratat important asupra artileriei, introducând pentru prima dată principiile newtoniane în domeniul militar. A fost un pasionat timpuriu pentru introducerea noilor țevi ghintuite la armele de foc, iar munca sa a avut o influență substanțială asupra dezvoltării artileriei în ultima jumătate a secolului al XVIII-lea și a stimulat direct predarea calculelor matematice în academiile militare.